# Droits des minorités

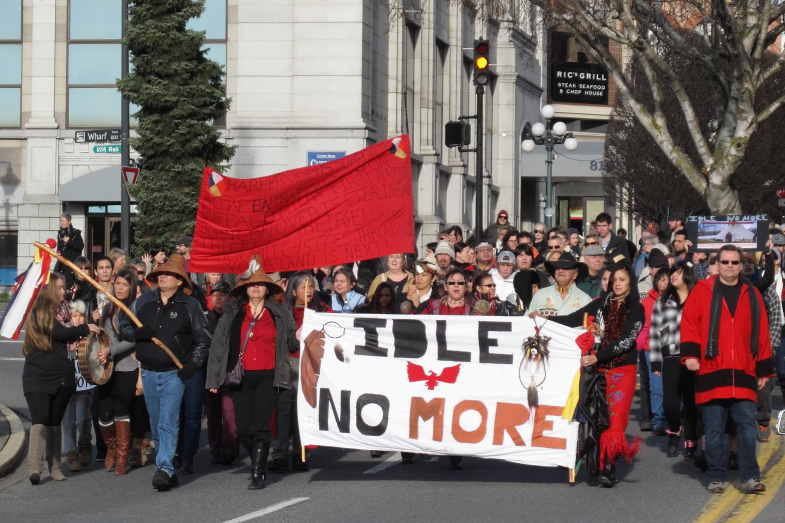
Manifestation tenue dans le cadre du mouvement Idle No More, visant notamment à faire respecter le droit des peuples autochtones canadiens.

Les droits des minorités sont les droits individuels et collectifs des minorités. La doctrine favorable en droit international désigne deux classes de droits, l'une étant le droit matériel et l'autre étant appliquée au droit moral.
Les droits des minorités sont intégrés au droit international des droits de l'homme. Tout comme les droits des enfants, les droits des femmes et les droits des réfugiés, les droits des minorités sont établis dans un cadre construit pour s'assurer qu'un groupe socialement vulnérable, y compris les personnes LGBT+ et en situation de handicap, désavantagé ou exclu puisse atteindre l'égalité et être protégé de la persécution.
Les droits des minorités sont reconnus, au moins officiellement, par divers États selon les recommandations des instances internationales, principalement de l'ONU et de l'UNESCO. Ainsi, par exemple, l'article 27 du Pacte international relatif aux droits civils et politiques affirme la protection des droits des minorités religieuses, ethniques et linguistiques. En Europe, ils ne sont pas reconnus par la France, la Grèce et la Turquie.[réf. souhaitée]
Le droit des minorités est une préoccupation importante du mouvement des droits civiques.

## Historique
Les premiers droits des minorités sont adoptés en juillet 1849 par le parlement révolutionnaire de Hongrie[source insuffisante]. En 1867, ils sont intégrés à la loi autrichienne.